# ST-Ericsson
ST-Ericsson était une coentreprise détenue à 50 % par STMicroelectronics et 50 % par Ericsson, spécialisée dans les circuits électroniques pour la téléphonie mobile.

## Historique
Le 20 août 2008, quelques jours après la création de ST-NXP Wireless, STMicroelectronics et Ericsson annoncent la future création d'une coentreprise spécialisée dans les circuits électroniques pour la téléphonie mobile. Cette société voit finalement le jour le 3 février 2009. Elle est composée de l'effectif R&D de ST-NXP Wireless, dont STMicroelectronics prend le contrôle total par le rachat des 20 % que détenait encore NXP Semiconductors, soit environ 5 000 personnes et Ericsson Mobile Platform (EMP), division d'Ericsson spécialisée dans la téléphonie mobile, qui représente environ 3000 personnes. Ericsson, pour équilibrer l'accord, contribue à hauteur de 1,1 milliard de dollars à la nouvelle coentreprise. La société ne comporte aucune usine (elle est dite "fabless"), les usines de fabrication de puces qui faisaient partie de ST-NXP Wireless ayant été reprises par STMicroelectronics lors de l'opération.
Fin 2012, STMicroelectronics annonce son intention de quitter cette coentreprise. Le 18 mars 2013 les deux sociétés fondatrices annoncent la dissolution prochaine de ST-Ericsson. Le 2 août 2013 STMicroelectronics annoncent officiellement la scission des activités.

## Produits
ST-Ericsson produit la famille de System on Chip (SoC) avec modem intégré NovaThor destinée aux smartphones et tablettes. Elle vend aussi les SoCs (Nova) et les modems (Thor) indépendamment.
La plupart des produits à base de NovaThor utilisent Android. Le 2 novembre 2011, Nokia annonce que les SoC NovaThor seront utilisés dans les futurs smartphones sous Windows Phone.

## Sites en service

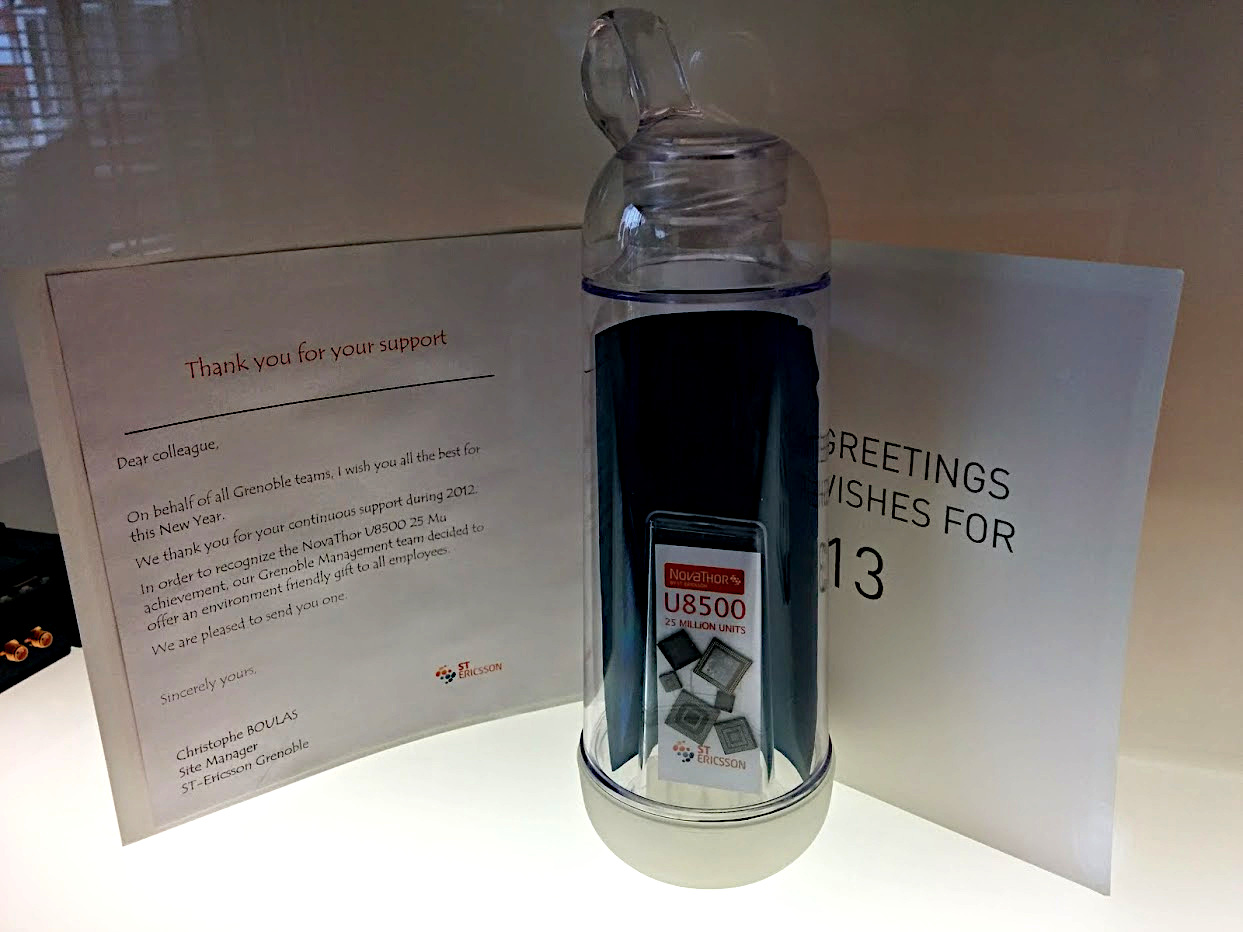
Achievement token found in reception in Le Mans

- Suède : Lund (ancienne cellule R&D Ericsson)
- France : Le Mans, Grenoble, Rennes, Paris
- Inde : Bangalore, Noida
- Autres : Nimègue (Pays-Bas), Nuremberg (Allemagne), Singapour, Séoul (Corée du Sud), Pékin (Chine)...

## Sites plus en service
- Suède : Linköping
- France : Sophia Antipolis (ancienne cellule R&D de la division téléphonie Philips, puis NXP, transféré à STMicroelectronics), Caen (fermé en 2010)
- Autres : Austin (États-Unis, Texas), Basingstoke (Royaume-Uni), Dublin (Irlande)